# Исинбаева, Елена Гаджиевна
Еле́на Гаджи́евна Исинба́ева (род. 3 июня 1982[…], Волгоград) — российская прыгунья с шестом. Двукратная олимпийская чемпионка (2004, 2008), бронзовый призёр Олимпийских игр 2012 года. Трёхкратная чемпионка мира на открытом воздухе и четырёхкратная чемпионка мира в помещении, чемпионка Европы как на открытом воздухе, так и в помещении. Обладательница 28 мировых рекордов в прыжках с шестом. Заслуженный мастер спорта России.
22 июля 2005 года на соревнованиях в Лондоне впервые в истории женских прыжков с шестом взяла высоту пять метров. 18 августа 2008 года на пекинской Олимпиаде Елена Исинбаева установила мировой рекорд — 5,05 м.
18 августа 2016 года была избрана в комиссию спортсменов Международного олимпийского комитета (МОК), войдя в четвёрку, отобранную из 24 кандидатов, получив 1365 голосов из 11 тысяч голосовавших атлетов со сроком полномочий на 8 лет. До неё спортсменом из России в комиссии был Александр Попов. 21 августа 2016 года избрана в члены МОК, получив 45 из 70 голосов при двух воздержавшихся.
Майор Вооружённых сил Российской Федерации.
Живёт на Тенерифе (Канарские острова, Испания), где у неё есть недвижимость.

## Биография
Елена Гаджиевна Исинбаева родилась 3 июня 1982 года в Волгограде. Её отец — Гаджи Гафанович Исинбаев — табасаранец, уроженец селения Чувек Хивского района Дагестана, работает слесарем-сантехником. Мать — Наталья Петровна Исинбаева — русская, работала в котельной, позже — домохозяйка; умерла в 2017 году. Сестра Инесса замужем за артистом цирка Михаилом Голевым.
В 1989 году Елена поступила в инженерно-технический лицей и в 1997 году окончила его. В 1998 году поступила в училище Олимпийского резерва, окончила его в 2000 году. В 2002 году поступила в Волгоградскую государственную академию физической культуры, в 2005 году по окончании которой получила диплом преподавателя физической культуры. В 2009 году училась на искусствоведческом факультете Московского государственного университета. В октябре 2010 года в Волгоградской государственной академии физической культуры защитила кандидатскую диссертацию на тему «Концептуальная модель эволюции современных Олимпийских игр», став кандидатом педагогических наук.
Долгое время Исинбаева проживала в Монте-Карло, Монако.
В марте 2011 года Исинбаева приняла решение вернуться в Волгоград, чтобы, по её словам, больше времени проводить в кругу семьи и друзей. Однако уже в 2013 году Исинбаева, жалуясь на отсутствие условий для развития спорта и социальную неблагополучность региона, заявила о намерении переехать обратно в Монако.
Исповедует православие. Является членом правления благотворительного фонда «Воскресение», осуществляющего сбор средств на строительство главного храма Вооружённых сил Российской Федерации.
Инструктор по лёгкой атлетике Центрального спортивного клуба Армии, имеет звание майора.
28 августа 2016 года заявила о намерении остаться в России.
С 1 октября 2016 года стала членом жюри шоу «Ледниковый период» на Первом канале.
В ходе президентских выборов 2018 года вошла в состав движения Putin Team, выступавшего в поддержку Владимира Путина.

## Личная жизнь
28 июня 2014 года Елена Исинбаева родила дочь Еву от Никиты Петинова (род. 1990) — метателя копья, члена сборной России. 12 декабря 2014 года вышла за него замуж.
14 февраля 2018 года Елена родила мальчика Добрыню. Роды проходили в Монако.
В 2023 году испанские СМИ сообщили, что Исинбаева с семьёй переехала в Испанию на остров Тенерифе на Канарах, где она владеет пентхаусом и двумя виллами. Позднее Исинбаева назвала себя «человеком мира», а офицерское звание ВС РФ она назвала номинальным.

## Спортивная карьера
Во время соревнований спортсменка придерживается определённой тактики: первая высота у неё — разминочная, вторая — победная и третья — рекордная. По просьбе Елены фирма-изготовитель шестов «Спирит» делает на них разноцветную обмотку. Для начальной высоты Исинбаева выбрала розовый цвет, для победной — голубой и для рекордной — золотистый.

### 1998—2003: начало карьеры и первый мировой рекорд

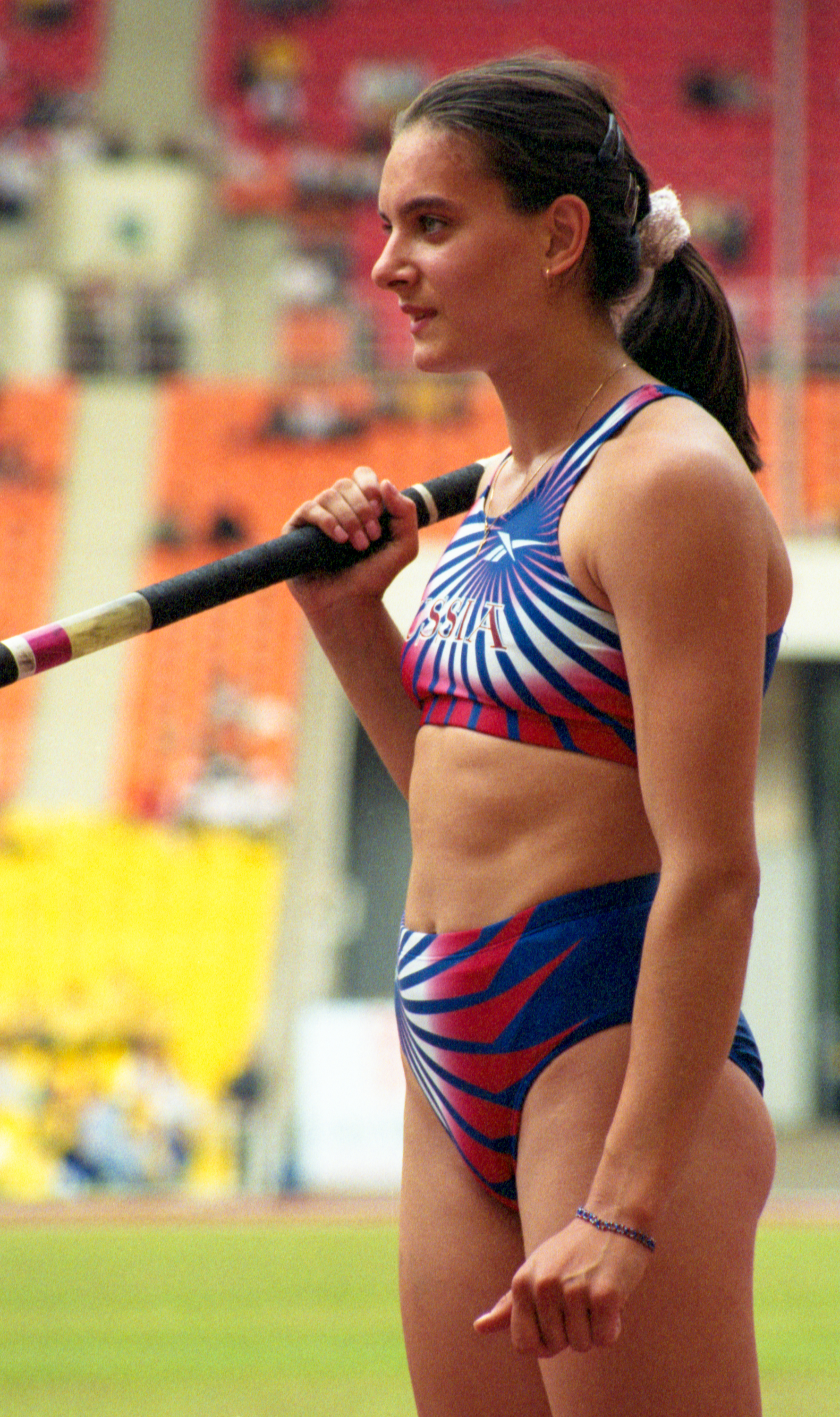
На Всемирных юношеских играх, Москва, июль 1998 года, автор фото: Лев Медведев

Когда Елене было 5 лет, а её младшей сестре Инне 4 года, родители отдали их в спортшколу, где они занимались спортивной гимнастикой. Её тренер Александр Лисовой, увидев по телевидению выступление прыгуньи с шестом, показал подопечную тренеру легкоатлетов Евгению Трофимову.
В самом начале у тренера Александра Лисового были сомнения относительно будущего Елены Исинбаевой в спортивной гимнастике в связи с высоким ростом, но природные данные убедили его принять её в детскую секцию. В это время Исинбаева была отчислена из училища олимпийского резерва, потому что её посчитали неперспективной спортсменкой. Александр Лисовой посчитал, что у неё есть будущее в прыжках с шестом в связи с хорошей гимнастической подготовкой. Позже Елена Исинбаева подарит своему первому тренеру квартиру, сказав, что он для неё сделал намного больше, чем она для него. Елена Исинбаева заявляла, что именно первый тренер дал ей дорогу в жизнь и правильно направил её.
Через полгода, в 1998 году, Елена Исинбаева выиграла Всемирные юношеские игры в Москве, показав результат 4,00 м. На следующий год она выиграла чемпионат мира среди юношей с мировым рекордом среди девушек — 4,10 м. В этом же году заняла 5-е место на чемпионате Европы среди юниоров.
В 2000 году 18-летняя россиянка снова стала чемпионкой мира среди юниоров с рекордом мира среди юниоров — 4,20 м. На Олимпиаде в Сиднее, где женщины впервые в истории разыграли олимпийские награды в прыжках с шестом, Елена в квалификации не смогла сделать ни одной зачётной попытки и не пробилась в финал (для квалификации в финал необходимо было прыгать на 4,30 м). Чемпионкой в Сиднее стала рекордсменка мира Стэйси Драгила с результатом 4,60 м (всего на 3 см ниже мирового рекорда). Серебро завоевала бывшая россиянка Татьяна Григорьева, представлявшая Австралию (4,55 м).
В 2001 году с результатом 4,40 м Исинбаева снова стала первой, на этот раз на чемпионате Европы среди юниоров. В том же году Елена приняла участие в Международном фестивале в Берлине (ISTAF). Там спортсменке покорилась высота 4,46 м — новый мировой рекорд среди юниоров, превзойти который только в 2005 году смогла немецкая спортсменка Сильке Шпигельбург, улучшив достижение Исинбаевой на 2 сантиметра. На чемпионате Европы 2002 года в Мюнхене Елена была второй с результатом 4,55 м, уступив другой россиянке Светлане Феофановой.
В 2003 году на чемпионате Европы в помещении среди спортсменов в возрасте до 23 лет она выиграла золотую медаль с результатом 4,65 м. 13 июля 2003 года на Grand Prix Британии в Гейтсхеде Елена установила новый мировой рекорд — 4,82 м. На чемпионате мира по легкой атлетике 2003 года в Париже она считалась фавориткой, но стала только бронзовым призёром, уступив Светлане Феофановой и немке Аннике Бекер.

### 2004—2009: два золота Олимпиады и новые мировые рекорды
27 июня Исинбаева улучшила мировой рекорд до 4,87 м. На следующей неделе Светлана Феофанова ответила, установив рекорд на сантиметр больше в Ираклионе, Греция. 25 июля в Бирмингеме, Англия, Исинбаева вновь завоевала мировой рекорд, прыгнув на 4,89 м, и через пять дней в Кристал-Пэласе, добавила еще один сантиметр к рекорду. 
На летних Олимпийских играх 2004 года в Афинах Елена Исинбаева выиграла золотую медаль с новым мировым рекордом 4,91 м. Позже в том же году она снова побила рекорд на Мемориале Ван Дамме в Брюсселе, прыгнув на 4,92 м, что стало ее восьмым мировым рекордом сезона. Исинбаева была названа Атлетом года за победу на Олимпийских играх и чемпионате мира в помещении и за восемь установленных мировых рекордов в женских прыжках с шестом.
30 июля 2008 года на очередном этапе серии Супер Гран-при в Монако Исинбаева установила очередной мировой рекорд — 5,04 метра, превысив на один сантиметр прежний. По поводу своего достижения спортсменка сказала:

«Я живу в Монако. Это были мои первые соревнования на родном стадионе, что не могло не мотивировать меня»

18 августа 2008 года на Олимпийских играх в Пекине она завоевала золотую медаль, установив последовательно сначала олимпийский (4,95 метра) и затем мировой (5,05 метра) рекорды.

Елена Исинбаева начала сезон 2009 года, став первой женщиной, которая перепрыгнула 5 метров в помещении. Сначала она обновила свой мировой рекорд в помещении, совершив прыжок на высоту 4,97 м, а затем подняла планку до 5,00 м и также её преодолела. Оба рекорда были установлены на соревнованиях Pole Vault Stars в помещении 15 февраля в Донецке. Это был шестой подряд год, когда она устанавливала мировой рекорд в помещении на этих соревнованиях. Она получила премию Laureus World Sports Award в номинации «Спортсменка года» в знак признания её достижений.
На чемпионате мира 2009 года в Берлине, Германия, Елена Исинбаева проиграла вторые соревнования в этом году, не сумев успешно выполнить прыжки. Чемпионкой мира стала Анна Роговская, которая также победила её на Лондонском Гранд-при по легкой атлетике в мае. Тем не менее, Елена Исинбаева побила свой собственный женский мировой рекорд в прыжках с шестом на встрече Weltklasse Golden League, преодолев высоту 5,06 м. 2 сентября она была удостоена спортивной премии Принца Астурийского 2009 года.

### 2010—2016: 27-й мировой рекорд
15 февраля 2009 года на XX международном турнире «Звёзды шеста» в Донецке она установила 2 мировых рекорда в закрытых помещениях, сначала прыгнув на 4,97 метра и затем на 5,00 метров (результат пока не утверждён официально).
Елена является лучшей спортсменкой планеты 2007 и 2009 годов по версии Всемирной академии спортивной славы Laureus.

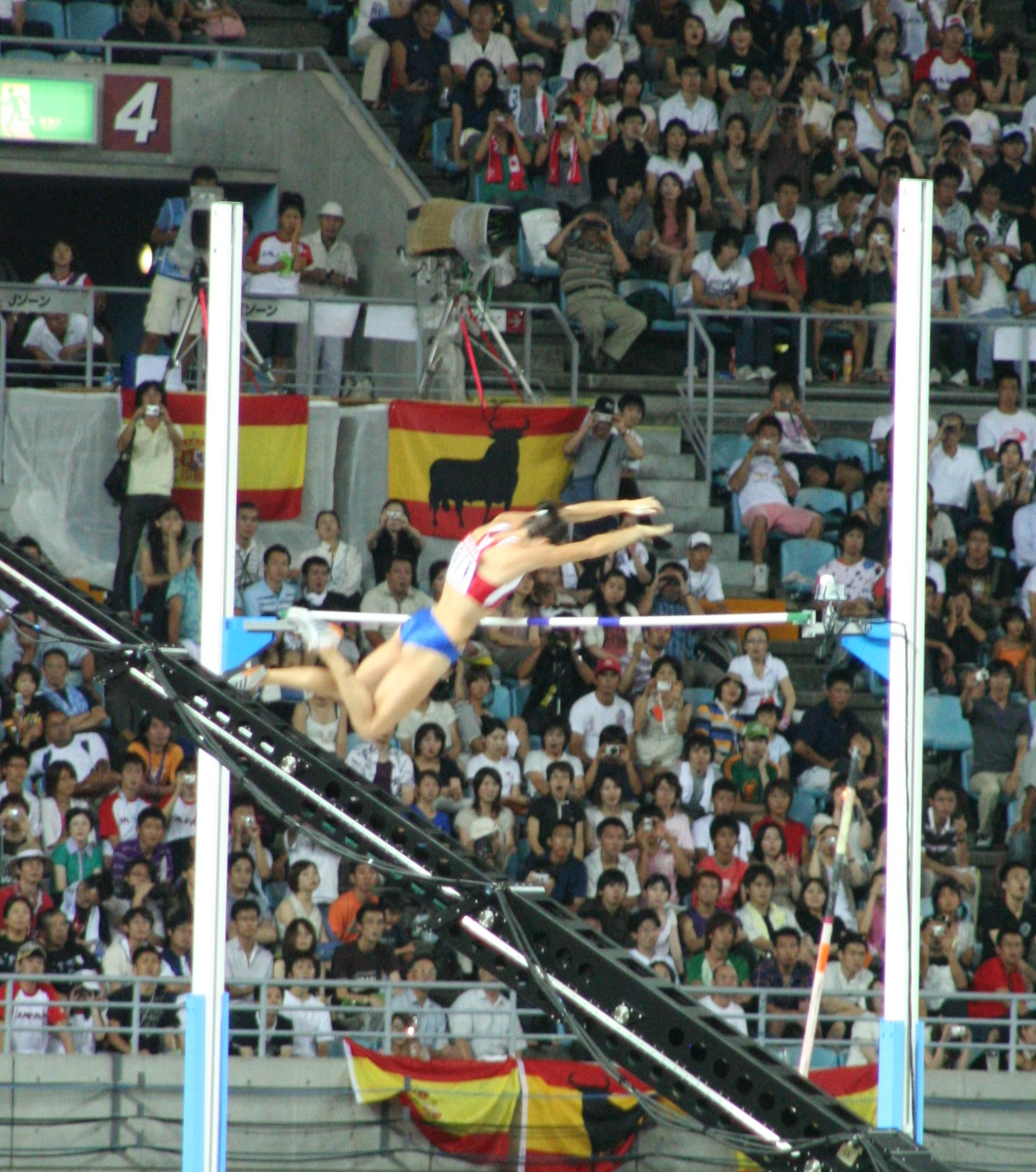
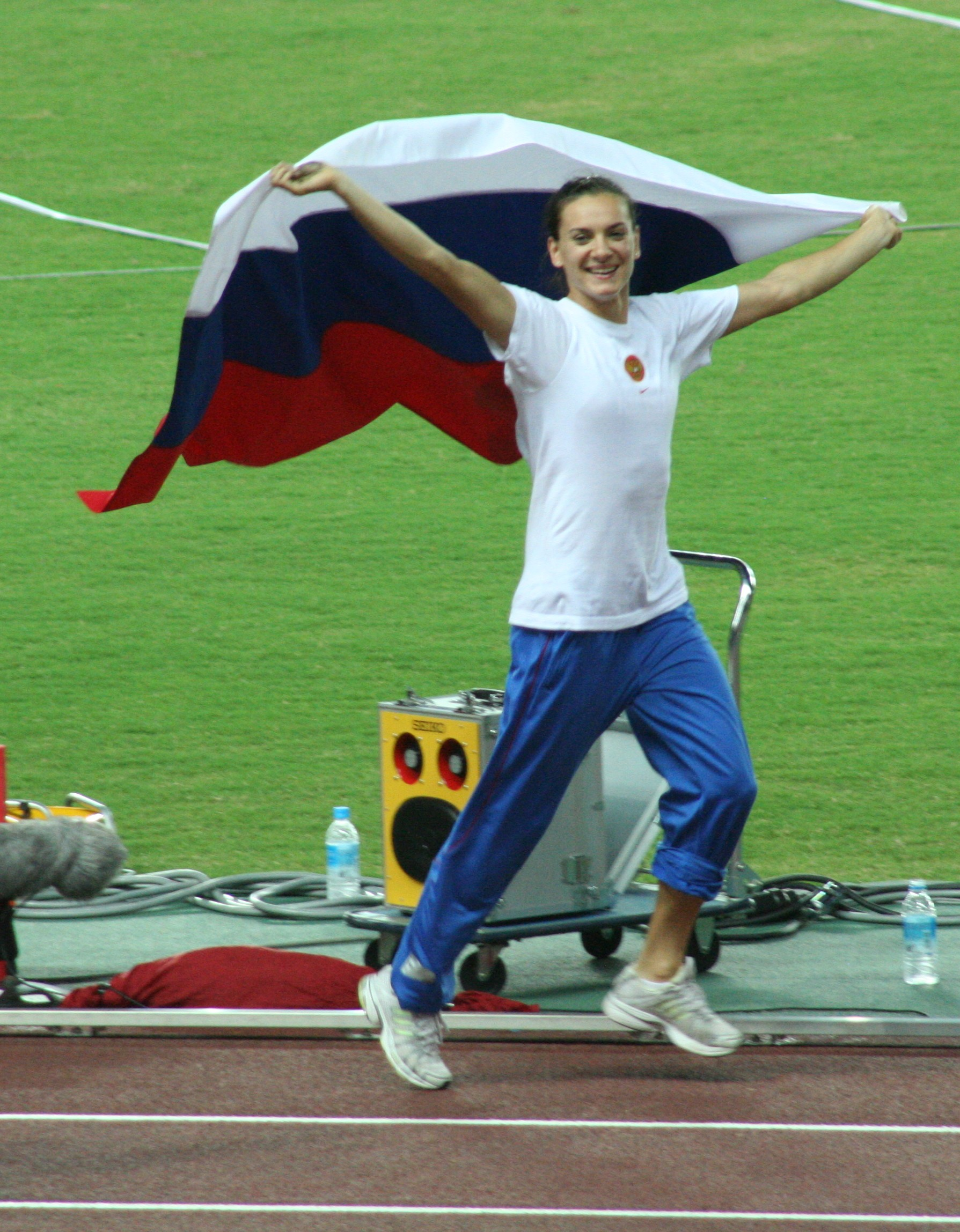
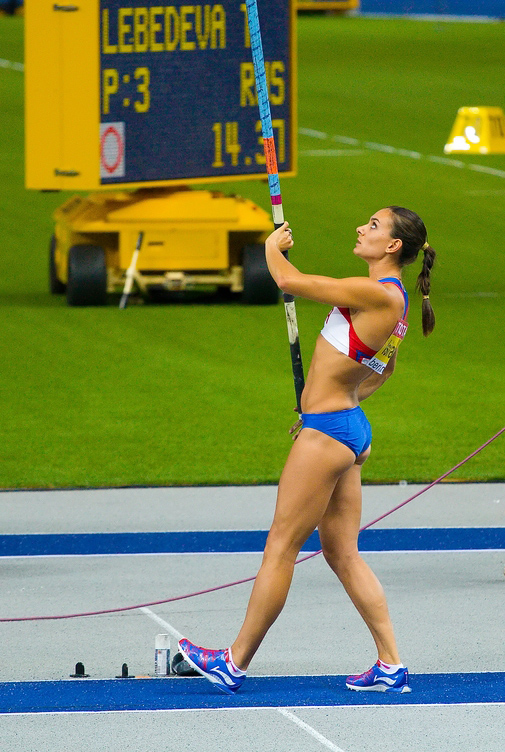
2009 год

Без проблем выйдя в финал чемпионата мира 2009 года в Берлине, в финале она не сумела преодолеть ни одной высоты. Уже после соревнований Исинбаева сказала, что постоянно побеждая и устанавливая рекорд за рекордом, видимо, утратила необходимую концентрацию. Спортсменка призналась со слезами на глазах, что ей стыдно перед тренером.
28 августа 2009 года на пятом этапе «Золотой лиги» в Цюрихе установила 27-й мировой рекорд (5,06 метра).
10 апреля 2010 года, после неудачного выступления на чемпионате мира в закрытых помещениях в Дохе, Елена решила сделать перерыв в своей карьере на неопределённый срок.
В апреле 2010 года Елена была выбрана послом юношеской Олимпиады в Сингапуре.
После взятой паузы в прессе появилась информация, что Елена планирует вернуться к выступлениям в начале 2011 года, однако официально эта информация подтвердилась только 1 декабря 2010 года — на официальном сайте ВФЛА появились данные, что Елена примет участие в «Русской зиме».
6 февраля 2011 года на турнире «Русская зима» после годичной паузы в карьере, Елена Исинбаева вышла в сектор и, взяв высоту 4,81 м, выиграла соревнования с лучшим результатом сезона в мире. 30 августа 2011 года, однако, осталась без медали на чемпионате мира по легкой атлетике в Тэгу.
23 февраля 2012 года на гран-при Стокгольма установила новый мировой рекорд в помещении — 5,01 м. 6 августа 2012 года на Олимпийских играх в Лондоне, будучи основным фаворитом соревнований, завоевала только бронзовую медаль, взяв высоту 4,70 м. Олимпийское золото завоевала американка Дженнифер Сур с результатом 4,75 м (на 30 см ниже олимпийского рекорда Исинбаевой, установленного в 2008 году), серебро досталось кубинке Ярислей Сильве, также прыгнувшей на 4,75 м.
Исинбаева гениальна в любой ситуации, даже в отчаянно жалкой для постороннего взгляда.
18 мая 2013 года стала победительницей Shanghai Golden Grand Prix с результатом 4,70 м.
13 августа 2013 года на чемпионате мира в Москве завоевала золотую медаль, прыгнув на 4,89 м.
Перед чемпионатом мира 2013 года Елена Исинбаева неоднократно заявляла, что после этого выступления собирается на время прервать или даже завершить свою спортивную карьеру. Поводом послужило желание Елены стать мамой. Однако сразу после победы на чемпионате с результатом, далёким от рекордного, тренер Евгений Трофимов заявил о запланированном участии Елены в нескольких коммерческих соревнованиях, а сама Елена — о возможном участии в Олимпиаде 2016 года.
В октябре 2013 года Исинбаева приступила к работе в должности мэра Олимпийской деревни в Сочи.
12 февраля 2015 года объявила о возобновлении спортивной карьеры.
6 мая 2015 года Министерство обороны России заключило с Еленой Исинбаевой пятилетний контракт, она назначена на воинскую должность инструктора по лёгкой атлетике ЦСКА.
8 февраля 2016 года Международная ассоциация легкоатлетических федераций (IAAF) запретила Елене Исинбаевой участвовать в международных соревнованиях в связи с приостановлением членства Всероссийской федерации лёгкой атлетики в IAAF. Исинбаева, как и почти все выступающие за Россию легкоатлеты, не была допущена IAAF к участию в Олимпиаде-2016 в Рио-де-Жанейро, лишь одной российской спортсменке разрешено участвовать, при этом непременным условием допуска российских легкоатлетов к участию ставилось проживание и тренировки в течение последних трёх лет за границей. 19 августа 2016 года Елена объявила о завершении спортивной карьеры.
7 декабря 2016 года Елена Исинбаева была назначена главой наблюдательного совета Российского антидопингового агентства (РУСАДА), 9 марта 2017 года переизбрана на эту должность. WADA отрицательно отнеслось к этому назначению и потребовало ухода Исинбаевой с поста главы наблюдательного совета. 31 мая это требование было удовлетворено, Елена Исинбаева покинула пост председателя наблюдательного совета РУСАДА. Требование WADA основывалось на том, что назначение Исинбаевой было произведено по рекомендации Олимпийского комитета России, следовательно, она не может считаться независимым лицом.

## Список рекордов
| Дата            | Высота    | Примечание  |
| --------------- | --------- | ----------- |
| 23 февраля 2012 | 5,01 м    | в помещении |
| 28 августа 2009 | 5,06 м WR |             |
| 15 февраля 2009 | 5,00      | в помещении |
| 15 февраля 2009 | 4,97 м    | в помещении |
| 18 августа 2008 | 5,05 м    |             |
| 29 июля 2008    | 5,04 м    |             |
| 11 июля 2008    | 5,03 м    |             |
| 16 февраля 2008 | 4,95 м    | в помещении |
| 10 февраля 2007 | 4,93 м    | в помещении |
| 12 февраля 2006 | 4,91 м    | в помещении |
| 12 августа 2005 | 5,01 м    |             |
| 22 июля 2005    | 5,00 м    |             |
| 22 июля 2005    | 4,96 м    |             |
| 16 июля 2005    | 4,95 м    |             |
| 7 июля 2005     | 4,93 м    |             |
| 6 марта 2005    | 4,90 м    | в помещении |
| 26 февраля 2005 | 4,89 м    | в помещении |
| 18 февраля 2005 | 4,88 м    | в помещении |
| 12 февраля 2005 | 4,87 м    | в помещении |
| 3 сентября 2004 | 4,92 м    |             |
| 24 августа 2004 | 4,91 м    |             |
| 30 июля 2004    | 4,90 м    |             |
| 25 июля 2004    | 4,89 м    |             |
| 27 июня 2004    | 4,87 м    |             |
| 6 марта 2004    | 4,86 м    | в помещении |
| 15 февраля 2004 | 4,83 м    | в помещении |
| 15 февраля 2004 | 4,81 м    | в помещении |
| 14 июля 2003    | 4,82 м    |             |

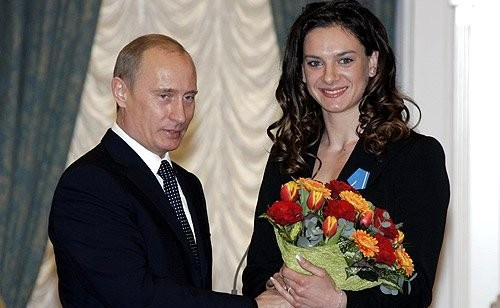
2006 год

13 августа 2013 года тренер Исинбаевой Евгений Трофимов сообщил, что на тренировке весной текущего года Елена взяла со второй попытки высоту в 5,11 метра. Там же он сказал, что потенциально Исинбаева готова брать 5,15—5,20. После этого заявления Исинбаева не установила ни одного рекорда.

## Награды и звания

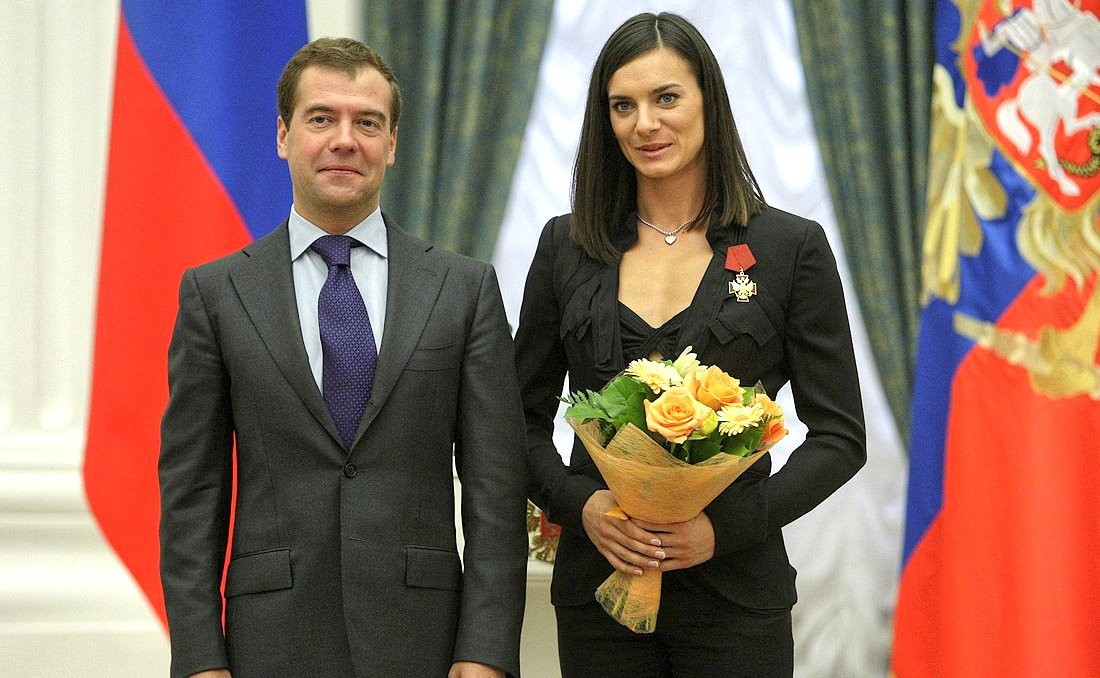
Награждение Орденом «За заслуги перед Отечеством» IV степени, 8 сентября 2009 года

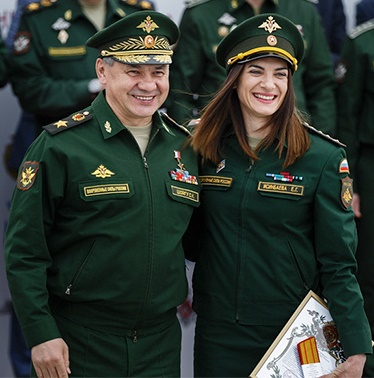
Присвоение очередного воинского звания, 16 мая 2015 года

- Орден «За заслуги перед Отечеством» IV степени (2 августа 2009 года) — за большой вклад в развитие физической культуры и спорта, высокие спортивные достижения на Играх XXIX Олимпиады 2008 года в Пекине[62].
- Орден Почёта (18 февраля 2006 года) — за большой вклад в развитие физической культуры и спорта и высокие спортивные достижения[63].
- Медаль ордена «За заслуги перед Отечеством» II степени (13 августа 2012 года) — за большой вклад в развитие физической культуры и спорта, высокие спортивные достижения на Играх XXX Олимпиады 2012 года в городе Лондоне (Великобритания)[64].
- Премия принца Астурийского (октябрь 2009 года)[65].
- Почётный гражданин Донецка (2006 год)[66].
- Орден «Аль-Фахр» II степени (2015)[67].
- 31 января 2010 года Елена Исинбаева была признана лучшей легкоатлеткой десятилетия журналом Track&Field News[68].
- Лучший легкоатлет мира по версии журнала Track & Field News в 2004 и 2005 годах.
- Лучший атлет мира по версии ИААФ (2004, 2005, 2008).
- 16 ноября 2013 года на церемонии награждения в Монако была удостоена наградой «За особые заслуги в спорте».
- Лучший легкоатлет Европы в 2005 и 2008 годах.
- Фонтан, названный в честь неё, стоит около кинотеатра «Высота» в районе Москвы Кузьминки.
- По итогам 2013 года признана Спортсменкой года (её имя назвало большинство болельщиков путём голосования в интернете, а также делегаты отчётной конференции Всероссийской федерации лёгкой атлетики)[69].
- «Серебряная лань» — лучший спортсмен года (Федерация спортивных журналистов России, 18 декабря 2013 года)[70]
- Спортсмен года в Европе (2013). По результатам голосования Международной федерации спортивных журналистов[71].
- Дважды Спортсмен года по версии газеты «Советский спорт» (2008, 2013)[72]. Евгений Малкин и Елена Исинбаева являются единственными, кто дважды удостоился этого звания.

## Высказывание Исинбаевой про ЛГБТ
13 августа 2013 года на пресс-конференции Исинбаева, отвечая на вопрос журналиста относительно акции шведских спортсменок в поддержку ЛГБТ-сообщества России, высказалась в защиту законов о запрете пропаганды гомосексуализма в России среди несовершеннолетних. Многими иностранными СМИ это мнение было расценено как гомофобное, последовали обвинения в языке ненависти и требования лишить спортсменку поста посла Олимпийских игр. Высказывание Исинбаевой осудили многие именитые спортсмены.
В связи с этим Исинбаева через пресс-службу Федерации лёгкой атлетики была вынуждена выпустить опровержение, в котором она утверждает, что её неправильно поняли из-за её плохого знания английского языка. Она заявила, что выступает против дискриминации по признаку сексуальной ориентации, но призывала гостей чемпионата соблюдать существующие законы России.

## Политическая деятельность
6 февраля 2012 года была официально зарегистрирована как доверенное лицо кандидата в Президенты Российской Федерации и на тот момент Председателя Правительства Российской Федерации Владимира Путина. В ноябре 2017 года вступила в движение Putin Team. В январе 2020 года Исинбаева включена в рабочую группу по поправкам в Конституцию.

## Санкции
26 февраля 2023 года, на фоне вторжения России на Украину, внесена в санкционный список Украины «представителей российской сферы спорта, которые пытаются поставить спорт на службу агрессии».

## Признание
В 2013 году Соломоновы Острова выпустили почтовую марку с изображением Елены Исинбаевой номиналом в 35 долларов.
31 мая 2017 года в городе Махачкале именем олимпийской чемпионки назван спорткомплекс — стадион «Труд» имени Елены Исинбаевой, где нет сектора для прыжков с шестом. Спортивный объект никогда не принимал соревнования по лёгкой атлетике всероссийского уровня, поскольку соответствует только требованиям проведения соревнований регионального уровня, а также СКФО, ЮФО. 18 июля 2023 года Глава Республики Дагестан Сергей Меликов поручил мэру Махачкалы Юсупу Умамову и министру спорта республики Сажиду Сажидову переименовать легкоатлетический стадион имени Елены Исинбаевой из-за отъезда бывшей спортсменки на остров Тенерифе в Испании. 18 августа 2023 года стадиону вернули название «Труд».

## Бренд
В 2016 году Елена Исинбаева решила сделать своё имя официальным брендом, для чего подала заявку в Роспатент о регистрации товарного знака «Исинбаева» по 15 классам товаров и услуг, включая парфюмерию, бижутерию, ювелирные изделия, одежду, обувь, безалкогольные напитки и пиво.